# Maria Gay
Maria Gay (Barcellona, 12 giugno 1876 – New York, 29 luglio 1943) è stata un mezzosoprano spagnolo.

## Biografia e percorso artistico
Maria de Lourdes Lucia Antonia Pichot Gironés nel 1896 sposa il compositore catalano Joan Gay i Planella.
Nel 1902 è la protagonista in Carmen (opera) a Bruxelles.
Il 19 dicembre 1906 è Carmen diretta da Arturo Toscanini con Giovanni Zenatello al Teatro alla Scala di Milano.
Al Metropolitan Opera House di New York debutta nel dicembre 1908 come Carmen diretta da Toscanini con Enrico Caruso e Geraldine Farrar seguita da Lola in Cavalleria rusticana (opera) diretta da Toscanini con Emmy Destinn, Caruso e Pasquale Amato e nel 1909 Azucena ne Il trovatore con Amato, Dame Quickly in Falstaff (Verdi) diretta da Toscanini con Antonio Scotti, la Destinn, Frances Alda, Angelo Badà ed Adamo Didur ed Amneris in Aida diretta da Toscanini con la Destinn, Caruso e Didur.
Nel 1913 è Amneris in Aida diretta da Tullio Serafin con Ester Mazzoleni, Zenatello, Mansueto Gaudio e Giuseppe Danise per l'inaugurazione della prima stagione lirica dell'Arena di Verona dove nel 1914 è Carmen con Domenico Viglione Borghese.
Nel 1915 è Amneris in Aida per l'inaugurazione del Gran Teatro dell'Avana con Gaudio.
Nel 1922 in Arena è Ortruda in Lohengrin (opera) diretta da Serafin con Ezio Pinza ed Aureliano Pertile.
È ancora Carmen con Zenatello nel 1923 al Teatro La Fenice di Venezia e nel 1926 al Teatro Costanzi di Roma.
Dal 1936 visse a Manhattan con Zenatello.